# 神戸市立桜の宮中学校
神戸市立桜の宮中学校（こうべしりつさくらのみやちゅうがっこう）は、兵庫県神戸市北区にある公立中学校。略称は、桜中（さくちゅう）。

## 概要
敷地が広く、春にはたくさんの桜が咲く。

## 沿革
- 1974年
  - 4月1日 - 神戸市立山田中学校より分離し開校（当時の校区は桜の宮・泉台地区）
  - 4月27日 - 校章決定
  - 12月21日 - 校旗入魂式
- 1975年
  - 4月1日 - 校舎移転
- 1976年 4月9日 - 広陵地区が山田中学校から当校の校区となる
- 1977年 11月10日 - 第16回全日本中学校技術家庭科研究大会の会場となる
- 1980年
  - 3月25日 - 神戸市立広陵中学校との分離式を行う
  - 8月14日 - 野球部　近畿大会優勝、全国大会出場
- 1983年4月23日 - 心身障害児理解推進校に指定（1983年度から1984年度まで）
- 1984年12月9日 - 陸上部　近畿駅伝大会男子の部にて優勝
- 1985年
  - 6月1日 - 陸上部　「こうべユース奨励賞」受賞
  - 12月14日 - 陸上部　近畿駅伝大会出場
- 1988年8月14日 - 吹奏楽部　県吹奏楽コンクール金賞・尼崎市長賞受賞
- 1989年
  - 3月23日 - 神戸市立大原中学校との分離式を行う
  - 8月13日 - 吹奏楽部　県吹奏楽コンクール金賞
  - 10月28日 - 第28回近畿中学校技術家庭科研究大会の会場となる
- 1990年8月13日 - 吹奏楽部　県吹奏楽コンクール金賞
- 1991年
  - 8月11日 - 吹奏楽部　県吹奏楽コンクール金賞
  - 8月22日 - 吹奏楽部　関西吹奏楽コンクール出場
- 1992年
  - 5月3日 - 野球部　神戸市春季大会優勝
  - 8月19日 - 陸上部　全国大会出場
- 1993年7月30日 - 吹奏楽部　市吹奏楽コンクール最優秀賞受賞
- 1994年6月27日 - 校訓「自律・協調・創造」を策定
- 1995年1月17日 - 阪神・淡路大震災。当校も被災する
- 1996年7月23日 - 吹奏楽部　市吹奏楽コンクール金賞
- 1997年7月28日 - 吹奏楽部　市吹奏楽コンクール金賞
- 1999年7月29日 - 吹奏楽部　市吹奏楽コンクール金賞
- 2003年8月8日 - 吹奏楽部　関西吹奏楽コンクール最優秀賞受賞
- 2004年
  - 8月1日 - 吹奏楽部　神戸市吹奏楽コンクール金賞・連盟賞受賞
  - 11月20日 - 男子バスケットボール部　第47回神戸市中学校新人大会優勝
- 2005年7月27日 - 吹奏楽部　神戸市吹奏楽コンクール金賞・連盟賞受賞
- 2009年5月18日 - 新型インフルエンザ対策で22日まで休校（兵庫区、長田区、北区の小中学校対象）
- 2010年7月21日 - 神戸市総体にて男子テニス部優勝
- 2012年
  - 6月27日 - さくらっ子応援団（神戸っ子応援団）締結式
  - 7月22日 - 神戸市総体にて男子テニス部優勝
- 2014年
  - 6月14日 - 北区総体にて野球部優勝
  - 11月15日 - 弁当給食を開始する

## 部活動
- 運動部：男子ソフトテニス部、女子バレーボール部
- 文化部：吹奏楽部、美術部、パソコン部

## 交通アクセス
- 神戸電鉄 北鈴蘭台駅から東へ徒歩15分

## 通学区域が隣接している学校
- 神戸市立広陵中学校
- 神戸市立大原中学校
- 神戸市立小部中学校